# 蕨叶铁线莲
蕨叶铁线莲（学名：Clematis songarica var. asplenifolia）为毛茛科铁线莲属下的一个变种。

## 扩展阅读
- 維基物種上的相關：蕨叶铁线莲